# A feröeri labdarúgó-válogatott mérkőzései 2007-ben
A feröeri labdarúgó-válogatott 2007-es programját az Európa-bajnoki selejtezők töltötték ki. Az év során a szövetségi kapitány Jógvan Martin Olsen volt.

## Eredmények
2008-as labdarúgó-Európa-bajnokság selejtező
| 2007. március 24. 15:00 (UTC+0) |

| Feröer | 0–2   | Ukrajna                    |
| ------ | ----- | -------------------------- |
|        | (0–1) | Jezerszkij 20' Huszjev 57' |

| Svangaskarð Stadion, Toftir Nézőszám: 717 Játékvezető: Skomina (szlovén) |

2008-as labdarúgó-Európa-bajnokság selejtező
| 2007. március 28. 18:00 (UTC+4) |

| Grúzia                                    | 3–1   | Feröer          |
| ----------------------------------------- | ----- | --------------- |
| Siradze 25' Iashvili 46' 90+5' (11-esből) | (1–0) | R. Jacobsen 57' |

| Borisz Paicsadze Stadion, Tbiliszi Nézőszám: 15 000 Játékvezető: Saliy (kazak) |

2008-as labdarúgó-Európa-bajnokság selejtező
| 2007. június 2. 19:45 (UTC+1) |

| Feröer          | 1–2   | Olaszország     |
| --------------- | ----- | --------------- |
| R. Jacobsen 77' | (0–1) | Inzaghi 12' 48' |

| Tórsvøllur Stadion, Tórshavn Nézőszám: 5987 Játékvezető: Malek (lengyel) |

2008-as labdarúgó-Európa-bajnokság selejtező
| 2007. június 6. 17:15 (UTC+1) |

| Feröer | 0–2   | Skócia                   |
| ------ | ----- | ------------------------ |
|        | (0–2) | Maloney 31' O’Connor 35' |

| Svangaskarð Stadion, Toftir Nézőszám: 4600 Játékvezető: Kásznaférisz (görög) |

2008-as labdarúgó-Európa-bajnokság selejtező
| 2007. szeptember 12. 20:00 (UTC+3) |

| Litvánia                       | 2–1   | Feröer            |
| ------------------------------ | ----- | ----------------- |
| Jankauskas 8' Danilevičius 52' | (1–0) | R. Jacobsen 90+3' |

| S.Dariaus ir S.Girėno Stadium, Kaunas Nézőszám: 4000 Játékvezető: Georgiev (bolgár) |

2008-as labdarúgó-Európa-bajnokság selejtező
| 2007. október 13. 16:00 (UTC+1) |

| Feröer | 0–6   | Franciaország                                                |
| ------ | ----- | ------------------------------------------------------------ |
|        | (0–2) | Anelka 6' Henry 8' Benzema 50' 81' Rothen 66' Ben Arfa 90+4' |

| Tórsvøllur Stadion, Tórshavn Nézőszám: 8076 Játékvezető: Rossi (san marinói) |

2008-as labdarúgó-Európa-bajnokság selejtező
| 2007. október 17. 19:00 (UTC+3) |

| Ukrajna                                          | 5–0   | Feröer |
| ------------------------------------------------ | ----- | ------ |
| Kalynychenko 40' 49' Huszjev 43' 45' Vorobei 64' | (3–0) |        |

| NSC Olympiyskiy Stadium, Kijev Nézőszám: 3000 Játékvezető: Jakov (izraeli) |

2008-as labdarúgó-Európa-bajnokság selejtező
| 2007. november 21. 20:30 (UTC+1) |

| Olaszország                                    | 3–1   | Feröer          |
| ---------------------------------------------- | ----- | --------------- |
| Benjaminsen 11' (öngól) Toni 36' Chiellini 41' | (3–0) | R. Jacobsen 83' |

| Stadio Alberto Braglia, Modena Nézőszám: 19 000 Játékvezető: Meyer (német) |

### Lásd még
- Feröeri labdarúgó-válogatott